# خانيكو (علي جمال)
خانیکو (بالفارسية: خانیکو) هي مستوطنة تقع في إيران في قسم علي جمال الريفي.